# Кров+
Кров+ (яп. ブラッドプラス, Бураддо Пурасу, англ. Blood+) — аніме-серіал, створений студією Production I.G спільно з Aniplex. Сюжет серіалу надихнув повнометражний анімаційний фільм 2000 року Blood: The Last Vampire. В період з 8 жовтня 2005 року по 23 вересня 2006 серіал транслювався в Японії по мережі кабельних телеканалів Animax, що належить компанії Sony. Аніме-серіал українською мовою був перекладений телеканалом QTV.

## Сюжет
В основі сюжету лежить багатовікове протистояння двох сестер-близнюків: Саї Отонасі та Діви. Сая Отонасі живе в місті на Окінаві разом з вітчимом, Джорджем Міяґуску і двома братами, Каєм та Ріком. Сая не пам'ятає подій свого минулого, що відбулися до того, як вона стала жити в новій прийомній сім'ї. За медичними показаннями їй необхідно робити переливання крові.

## Персонажі
Сая Отонасі яп. 音無小夜 — школярка, яка живе на Окінаві. Вона не пам'ятає нічого з свого життя крім останнього року. Насправді вона належить до стародавнього виду рукокрилів — крилатих істот, здатних набувати будь-якого вигляду. Для існування їй необхідна кров.
Сейю: — Ері Кітамура
Діва яп. ディーヴァ — Сестра-близнюк Саї. З самого народження була розлучена з нею і укладена в башту, де над нею проводили досліди. Після втечі вона вбила друзів. В результаті між ними виникла ворожнеча. Через довгих років проведених в ув'язненні, Діва відрізняється жорстокістю та садизмом.
Сейю: — Акіко Яджіма